# Петре Пърличко
Петър Димев Пърличков, приел по-късно името Петре Пърличко (на македонска литературна норма: Петре Прличко), е актьор и режисьор от Република Македония.

## Биография
Роден е като Петър Пърличков на 13 март 1911 година в град Велес. Баща му Диме Пърличков е активен деец на Вътрешната македоно-одринска революционна организация.
Сред основателите е на Македонския народен театър и Кукленият театър в Скопие. През 1923 година напуска гимназията и обикаля с пътуващия театър на Михайло Лазич. През 1931 година създава свой пътуващ театър на име „Боем“. През 1939 година влиза в народния театър в Скопие.
През 1941 година е актьор в българския Скопски народен театър.
През 1944 година влиза в партизанския театър „Кочо Рацин“. В периода 1970-1973 г. е директор на драмата в Македонския народен театър. През 1952 година дебютира в киното с филма „Фросина“.
Получава награди като „АВНОЮ“, „11 октомври“, „Бранко Гавела“ и Орден за заслуга, даден му лично от Георги Димитров.
Негова дъщеря е актрисата Анче Джамбазова, а негов внук е актьорът Игор Джамбазов.

## Награди
- 1959: Пула, „Златна арена“ за главната мъжка роля във филма „Мис Стоун“
- 1991: Ниш, награда „Славица“ за цялостно творчество

## Филмография
| Година | Филм                       | Роля                       | Бележка |
| ------ | -------------------------- | -------------------------- | ------- |
| 1949   | Майка Катина               | Ловет                      |         |
| 1952   | Фросина                    | Кузман (главна роля)       |         |
| 1955   | Вълча нощ                  | Паун (главна роля)         |         |
| 1958   | Мис Стоун                  | Мандана                    |         |
| 1959   | Виза на злото              | Кузман (главна роля)       |         |
| 1960   | Капитан Леши               | Сок (поддържаща роля)      |         |
| 1961   | Мирно лято                 | Стрико Тале (главна роля)  |         |
| 1961   | Парче синьо небе           | Дядо Филип                 |         |
| 1961   | Солунските атентатори      | Никола Попов (главна роля) |         |
| 1961   | Твоят рожден ден           | Домарот (главна роля)      |         |
| 1962   | Пресметка                  |                            |         |
| 1964   | Народен представител       | Йеврем Прокич              |         |
| 1965   | Не се връщай по същия път  | Кирил                      |         |
| 1965   | Дни на изкушение           | Фезлиев (главна роля)      |         |
| 1966   | До победата и след нея     | Диме                       |         |
| 1967   | Накъде след дъжда          | ?(поддържаща роля)         |         |
| 1967   | Македонска кървава сватба  | Мойсо (главна роля)        |         |
| 1967   | Мементо                    | Коле (главна роля)         |         |
| 1968   | Планината на гнева         | Моне (главна роля)         |         |
| 1968   | Братът на доктор Хомер     | Лекарят                    |         |
| 1969   | Републиката в пламък       | Дойчин (главна улога)      |         |
| 1971   | Жажда                      | Дядото (поддържаща роля)   |         |
| 1971   | Македонският дял от пъкъла | Лоче (главна роля)         |         |
| 1974   | Капитан Микула Мали        | Дида                       |         |
| 1974   | Ужичка Република           | Хлебарят                   |         |
| 1978   | Златни години              | Бръснар                    |         |
| 1978   | Куриерът на Гоце           |                            |         |
| 1980   | Време, води                | Ламбе Футак (главна роля)  |         |
| 1982   | Илинден                    |                            |         |
| 1987   | Звездите на 42-та          | Дядото                     |         |
| 1988   | Трудни                     |                            |         |
| 1990   | До, ре, ми                 |                            |         |
| 1993   | Бог да ги убие шпионите    |                            |         |
| 1999   | Време, живот               |                            |         |